# Collinsia plumosa
Collinsia plumosa là một loài nhện trong họ Linyphiidae.
Loài này thuộc chi Collinsia. Collinsia plumosa được James Henry Emerton miêu tả năm 1882.